# أنتوراج (شركة)
أنتوراج للإدارة التسويقية وإدارة الفعاليات، هي شركة إماراتيّة، متخصّصة في مجال الإعلانات وتنظيم الفعاليات، حصلت على المركز 19 لأفضل 100 شركة متوسطة وصغيرة في دبي لعام 2015، أسّسها رجل الأعمال الفلسطيني محمّد تيّم عضو مجلس إدارة الجمعية الدولية لتنظيم قطاع إدارة الفعليات في الإمارات.

## أعمالها
تقدّم شركة أنتوراج حلول للدعايات والتسويق، وإدارة الفعاليات بمختلف أشكالها، وقد تعاونت الشركة مع العديد من الهيئات والوزارات الحكومية الإماراتيّة، منها مؤسسة محمد بن راشد آل مكتوم، والشركات العالمية مثل جوجل وكوكا كولا. كما قامت الشركة بتنظيم حملات تسويقية لترويج السياحة في مصر (حملة «مصر وحشتونا» و«مصر قريبة»)، والأردن (حملة «مرّ من هنا»).
وقد نالت الشركة ثقة العملاء على مستوى الشرق الأوسط من خلال تنظيم وتنفيذ المؤتمرات والمعارض بالاعتماد على أهم  الابتكارات التكنولوجية والخطط التسويقية الرقميةوأدوات الذكاء الاصطناعي

## روابط خارجية
الموقع الرسمي للشركة